# Stenanona columbiensis
Stenanona columbiensis är en kirimojaväxtart som beskrevs av Leandro Aristeguieta, George Edward Schatz och Paulus Johannes Maria Maas. Stenanona columbiensis ingår i släktet Stenanona och familjen kirimojaväxter. Inga underarter finns listade i Catalogue of Life.